# Vadim Galéiev
Vadim Galéiev (en rus: Вадим Галеев) (Petropavl, província del Kazakhstan Septentrional, 7 de febrer de 1992) és un ciclista kazakh. Professional des del 2014 i actualment a l'equip RTS-Monton Racing Team.

## Palmarès
- 2013
  - Vencedor de 2 etapes del Memorial Viktor Kapitonov
- 2014
  - Campió d'Àsia sub-23 en ruta
  - Vencedor d'una etapa del Tour de Bretanya
  - Vencedor d'una etapa de la Volta a la Xina II